# Xenelaphis ellipsifer
Xenelaphis ellipsifer е вид змия от семейство Смокообразни (Colubridae). Видът не е застрашен от изчезване.

## Разпространение и местообитание
Разпространен е в Индонезия и Малайзия (Западна Малайзия, Сабах и Саравак).
Обитава гористи местности, плата, блата, мочурища и тресавища.